# Sufisme

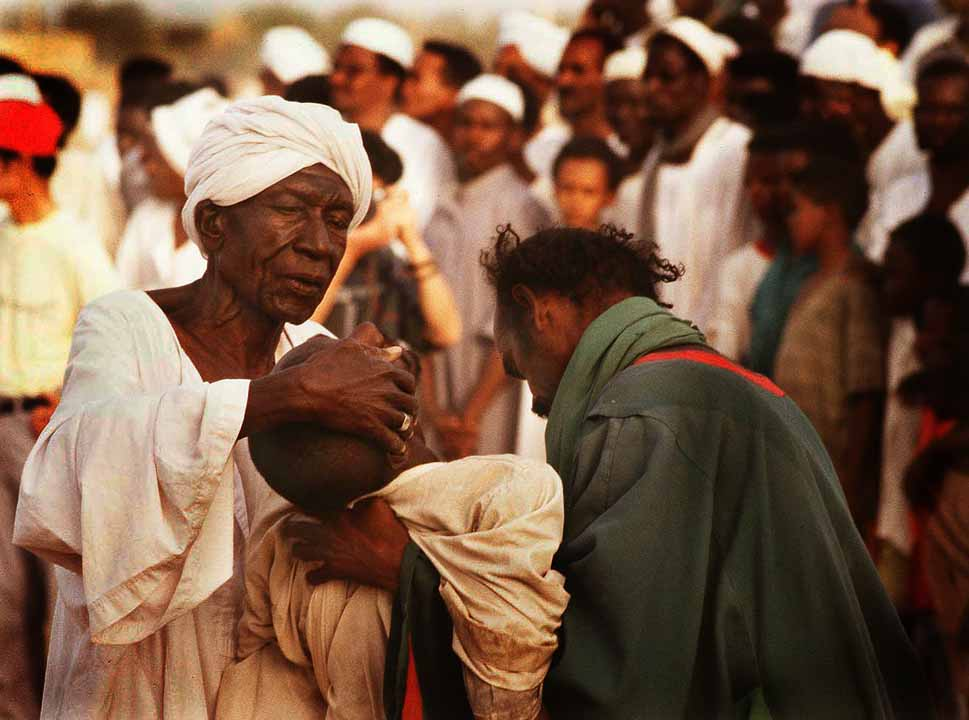
Ritual sufí a Khartum

El sufisme o tassàwwuf (àrab: تصوف, taṣawwuf; persa: صوفی‌گری, sufigari; turc: tasavvuf; urdú: تصوف) és una tradició mística islàmica de caràcter esotèric, practicada per musulmans però també per no musulmans, que abasta una gran amplitud de pràctiques dedicades a l'amor diví i al cultiu del cor. Aquesta mística té per finalitat última accedir a la «presència» i el coneixement de Déu directament, i no per mitjà de les normes i formulismes establerts per la llei islàmica. Per això, l'islam oficial no l'ha encoratjat mai en excés.
A partir de l'Iraq al segle viii, i de Bagdad i del Caire al segle ix, el sufisme s'estengué per tot el món islàmic, des de l'Iran fins al Magrib i l'Àndalus, i des d'Anatòlia fins a l'Índia i l'Àsia central.
Des de l'aparició del terme, al segon segle de l'hègira, aquest ha englobat diferents manifestacions d'espiritualitat, com certes formes d'ascetisme (zuhd) o de fervor religiós (ubbad), certs ordes militars místics de cavalleria (futuwa) i de les ràbites (ribat), la gnosi (irfan), el sufisme popular i de veneració pels sants (morabits), i també una espiritualitat sense cap manifestació externa (malamiyya). Malgrat la desconfiança dels garants de l'ortodòxia religiosa, el sufisme ha arribat a ser considerat com una més de les ciències tradicionals islàmiques, amb què s'ha interrelacionat sovint, com la filosofia islàmica (fàlsafa), la jurisprudència (fiqh), la teologia (kàlam), la cosmovisió (aqida) o l'exegesi alcorànica (tafsir).

## Etimologia
Al terme taṣawwuf, derivat de l'arrel ṣ-w-f, se li han associat diverses etimologies des de la seua aparició:
- La primera pareix relacionar-se amb la 'llana' (ṣūf, suf), al·ludint a l'hàbit amb què es vestien els primers a ser descrits com a sufís en mostra d'humilitat.
- Una altra de les etimologies l'associa amb la 'puresa' (ṣafā, safà), perquè considera que eix és l'element distintiu dels sufís.
- Encara una altra la relaciona amb 'la gent del banc' (ahl aṣ-ṣufa, ahl as-sufa), que eren els companys del Profeta i s'aposentaven en un banc (ṣufa - 'sofà') pròxim a la seva casa mesquita a Medina, on romanien en adoració separats del món durant llargs períodes.

## Definicions
Les definicions sobre què és el sufisme són molt variades.
En l'àmbit d'algunes universitats islàmiques, el terme fa referència a la psicologia islàmica (el coneixement de l'ànima i la seva purificació, que també es denomina tazkíyyat an-nafs) i de vegades es confon amb l'akhlaq, que se sol entendre com a 'moral', però que en la seva concepció clàssica indica la 'noblesa de caràcter'.
En l'àmbit tradicional islàmic, at-tassàwwuf al-islamí es refereix a l'espiritualitat islàmica, és a dir, aquella faceta, coneixements, mètodes, formes i ritus que, dins del context de l'islam, s'han dedicat a les qüestions de l'esperit, la purificació de l'ànima, a la metafísica, a la interpretació interior dels preceptes islàmics, i a la relació de Déu amb el cosmos.
Mentre que la filosofia islàmica es va centrar en objectius semblants des del punt de vista d'un coneixement especulatiu i racional, el tassàwwuf incideix en la pràctica i l'experiència intuïtiva, per així aconseguir un coneixement directe de les realitats espirituals (tahqiq) mitjançant el desvetlament (kaixf) i la inspiració (ilham).
D'altra banda, el tema principal del sufisme és la consecució (o realització) de la proximitat a Déu (qurba) o la santedat (walaya), la qual cosa el diferència d'altres formes d'espiritualitat islàmica.
Alguns intents per a definir l'essència de tassàwwuf són:
| « | El sufisme és cortesia espiritual (adab): cortesia amb cada instant, en tota circumstància i en tot moment. | » |

| « | En l'inici [en temps del profeta Muhàmmad] era una realitat sense nom, i ara és un nom sense realitat. | » |

El sufí algerià Mustafà al-Al·lawí ha dit sobre el tema: 
| « | El tawhid (la realització de la unicitat divina, o l'objectiu últim del sufisme), no és el que està escrit en els fulls de paper o el que pronuncien els xarlatans. El tawhid són les empremtes que deixen en els amants i el que brilla de la seva llum en els horitzons. | » |

o també:
| « | El sufisme no és una cosa que es pugui expressar amb paraules, sinó una certesa absoluta i realització. Com l'ignorant s'alegra en la seva ignorància i com el coneixedor pateix pel seu coneixement. | » |

I Kheirddín Badawi, representant actual de la tariqa al·làwiyya, diu:
| « | El sufisme és l'ànima de l'islam, el seu alè. D'això no se'n diu mai res en els mitjans de comunicació; aquesta és, segurament, la voluntat de Déu. | » |

Per a al-Ghazalí, en la seva autobiografia, Tassàwwuf, és la cimera de totes les ciències islàmiques, perquè el seu objectiu és Déu mateix, és un camí de coneixement i és sobretot una via pràctica i experimental, en què els coneixements i els estats de l'ànima han de ser assaborits (dhawq) i experimentats per conèixer Déu en totes les seves manifestacions: en l'univers, en les criatures, en els éssers humans i sobretot en la pròpia ànima (nafs), dipositària del secret (sirr) de l'esperit (Ruh).
També es diu que el sufisme és el «camí que pretén purificar el cor», que és l'òrgan on es concentra l'esperit, seguint la dita profètica que diu «en l'ésser humà hi ha un tros de carn que si és sa, tot ell és sa, i si és corrupte, tot ell és corrupte, i aquest òrgan és el cor». És el camí de l'amor profund a Déu.
Un mestre actual, Shaykh Nazim al-Haqqani, ha dit «és atorgar a cada cosa la seva realitat», o com diuen d'altres, «vestir-se amb les més nobles característiques (makàrim al-akhlaq)».
Al-Hujwirí (m. 1077), autor d'un dels tractats de sufisme persa més antics, comenta:
| «            | Per als sufís, el significat de taṣawwuf està més clar que la llum del sol i no necessita cap explicació o indicació. Com a sufí, no admet cap explicació, tot són conjectures, tant si reconeixen la dignitat del nom com si no, quan tracten de comprendre'n el significat. Els perfectes d'entre ells són anomenats sufís, i els aspirants de rang inferior (xalibūn) entre ells són anomenats mutaṣawwif; perquè taṣawwuf pertany a la mateixa forma de tafaʿʿul, que implica «afrontar els problemes» (takalluf), i és una branca de l'arrel originària. La diferència entre ambdós en significat i etimologia és evident. La puresa (ṣafā) és una santedat amb un signe i una relació (riwāya), el sufisme és una resignada imitació de puresa. La puresa, llavors, és una resplendent i evident idea, i el sufisme és una imitació d'eixa idea. Els seus seguidors en est nivell són de tres tipus: els sufís, els mutaṣawwif i els mustaṣwif. El sufí és aquell que és mort per a si mateix i viu per a la veritat; ha escapat dels lligams de les característiques humanes i realment ha aconseguit (Déu). El mutaṣawwif és aquell que tracta d'aconseguir est rang per mitjà de l'esforç (mujahada) i en la seua busca rectifica la seua conducta d'acord amb el seu exemple (dels sufís). El mustaṣwif és el que tracta de fer-se passar per un d'ells perseguint els diners i la riquesa i el poder i la prosperitat material, però no té coneixement d'estes dues coses. | » |
| — A. Hujwiri | |   |

## Germandats o confraries (turuq)

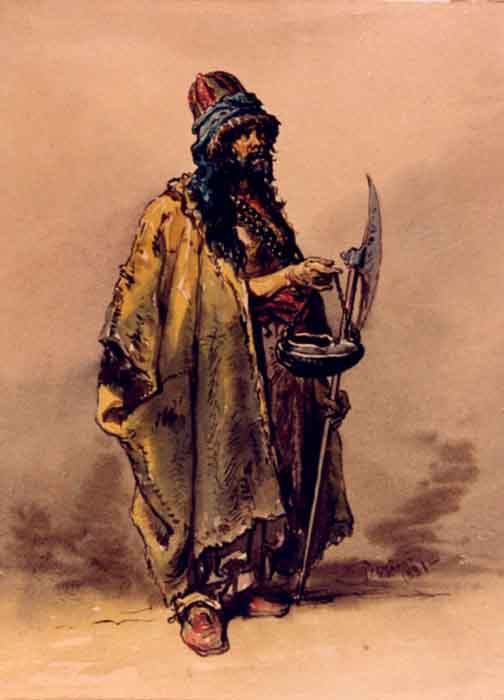
Un dervix turc, vora el 1860

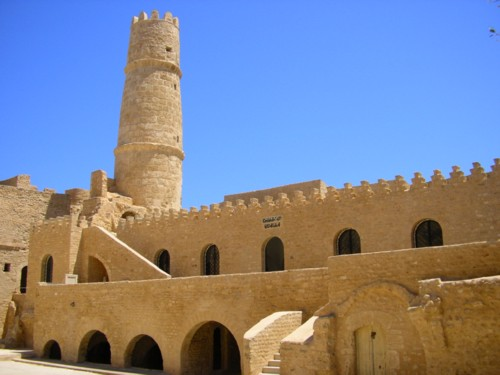
Ràbita de Monastir, Tunísia

El sufisme i els seus practicants estan agrupats en diferents germandats (tariqa, en plural turuq). La tariqa s'organitza al voltant d'un mestre espiritual, al qual es vinculen un o més deixebles. Als seus membres, se'ls denomina dervixos en turc i farsi, murid en àrab, encara que n'hi ha altres denominacions que varien depenent de la regió. Cada deixeble o iniciat estableix un vincle (baya o ahd) amb un mestre anomenat xeic, que ha rebut al seu torn la iniciació d'un mestre per una cadena iniciàtica (sílsila) que remuntaria fins al mateix Muhàmmad.
L'aparició de les turuq es va produir a partir del segle xiii, per la sistematització dels ensenyaments sufís al voltant dels grans mestres d'aquest segle, com van ser Jalal-ad-Din Rumi, Abu-l-Hàssan aix-Xadhilí, Xaju Naqxband, Àhmad ar-Rifaí o Abd-al-Qàdir al-Jilaní.
Les diferents turuq s'aniran diferenciant en les pràctiques o les característiques definides per tal o tal mestre, encara que dins d'una mateixa tariqa, depenent del moment històric i de les característiques del xeic, es poden observar diferents tendències o formes. Unes se'n van centrar en una forma més popular, desenvolupant, per exemple, el morabits, d'altres prenen un caràcter més urbà, d'altres una forma més especulativa o intel·lectual, i finalment n'hi ha d'altres que prendran un caire polític o social.

## Desenvolupament històric
El sufisme persa sorgeix al Gran Khorasan de la barreja del misticisme zoroàstric amb la religió musulmana.
Seguint les etapes que proposa M. Sells, els períodes històrics del sufisme es poden dividir en:
1. La fase pre-sufí, que inclou l'espiritualitat inicial basada en l'Alcorà, els elements essencials de l'islam i el viatge nocturn del Profeta (Làylat al-Miraj);
2. el període primerenc, que inclou les narracions de les primeres generacions com Hàssan al-Basrí (m. 728), Dhu-n-Nun al-Misrí (m. 864), Ràbia al-Adawiyya (m 801), Abu-Yazid al-Bistamí, al-Muhassibí, Junayd al-Bagdadí, Abu-Tàlib al-Makkí, al-Hàkim at-Tirmidhí (no confoneu amb el transmissor d'hadits). Les seves paraules i els seus textos han estat transmesos de manera massiva per referències en textos posteriors. Per a Sells, aquest període inclou des d'Hàssan al-Basrí fins a an-Niffarí (m. 965);
3. després segueix l'època formativa de la literatura i la ciència sufís, que abasta des d'As-Sarraj (m. 1273) fins a Ibn Arabí (m. 1240), que marca el final del període clàssic o de formació, i que obre les portes al
4. període modern, en el qual s'estructuren les diferents escoles o germandats (turuq);
5. període contemporani, des del final de la formació de les grans turuq fins a l'actualitat.

Aquesta classificació de les diferents etapes coincideix amb les que exposen altres autors com D. Gril i E. Geoffroy, que fa més èmfasi en el període de formació dels turuq, o Annemarie Schimmel. Però sempre aquest tipus de classificacions són inexactes, i no han de ser més que un guió o eina per a entendre el discórrer històric del sufisme.

### Etapa de predesenvolupament
El terme àrab tassàwwuf va aparèixer en el segle segon de l'hègira, coincidint amb la formació de la resta de ciències islàmiques.
Fins aquell moment, és cert que hi havia hagut cert nombre de persones que havien seguit una sèrie de pràctiques dins del si de l'islam sense rebre cap denominació, en què destacaven l'ascesi (zuhd), la intensitat dels actes i pregària (ubbad), que de vegades s'havien organitzat en certs llocs, com fondes (funduq) o ràbites (ribat).
En aquesta època de preformació, els exemples d'espiritualitat presents no són pocs: l'Alcorà i les paraules del Profeta proveeixen un ampli contingut de temes espirituals.
Com destaca M. Sells, els exemples d'aleies i de narracions amb un estricte sentit espiritual són nombrosos, i la inclinació de molts dels components de les primeres generacions per la recerca espiritual, que han estat considerats els prototips de sufís per les generacions posteriors, com l'imam Alí ibn Abi-Tàlib i els seus fills Hassan i Hussayn -a les autoritats es remeten les cadenes iniciàtiques (sílsila) de la majoria dels turuq-, Abu-Bakr as-Siddiq o Uways al-Qaraní.
Encara que dins de l'estudi del sufisme per als orientalistes europeus del segle xix i XX sempre hi va haver la tendència a considerar l'element del sufisme com una cosa important en l'islam des d'altres tradicions religioses de l'Orient Mitjà, sobretot des de l'opinió que una religió basada en un llibre com l'islam no podia donar lloc a res espiritual, amb els estudis de L. Massignon es demostra com el sufisme és un desenvolupament genuïnament islàmic, ja que en el llenguatge alcorànic i la tradició araboislàmica hi ha els elements que fonamenten i expliquen el seu desenvolupament per sobre d'influències externes.
En els dos primers segles de la història de l'islam, es van diferenciar progressivament les diferents ciències islàmiques, amb les crisis polítiques del conflicte de successió del califat i la transformació en un imperi, que van creure que l'esperit originari de l'islam es veia traït, van tendir a generar moviments que pretenien conservar els valors espirituals de la revelació.
Així, de forma paral·lela al desenvolupament de totes les ciències religioses, que tendien a conservar el llegat i a enfrontar-se a les noves qüestions que es presentaven amb l'expansió de l'islam, molts d'aquells de les primeres generacions que s'havien caracteritzat per la seva gran espiritualitat van transmetre seus ensenyaments juntament amb altres ciències accessòries com el hadit i l'Alcorà.
D'aquí que les primeres línies iniciàtiques tinguin com a baules personatges cèlebres en altres ciències.

### El període primerenc
Amb Hàssan al-Basrí, es considera que el sufisme comença a tenir un caràcter diferencial dins de la resta de ciències islàmiques, encara que en aquest moment no hi hagi designació per a aquest moviment. En aquestes generacions, dins el sufisme, es considera que hi havia totes les possibilitats del sufisme de manera realitzada, sense necessitat d'una existència diferenciada de les pràctiques islàmiques comunament enteses.
Així, al costat de la formació de les diferents ciències islàmiques, va començar a aparèixer una ciència dedicada a l'estudi i coneixement dels estats espirituals i les realitats contingudes en la revelació, el paper dels profetes i el concepte de santedat (walaya) en l'islam.
Autors com Jàfar as-Siddiq (m. 765), considerat com a imam pels xiïtes, serà un dels primers a deixar constància escrita d'una interpretació espiritual de l'Alcorà en la seva hermenèutica alcorànica.
Una altra de les figures crucials serà una dona, Ràbia al-Adawiyya (m. 801), que en certa manera transcendeix el concepte d'ascesi que marca més Al-Basrí, i que incideix en el camí de l'amor (Mahabba i Ixq) i la sinceritat (Ikhlàs) amb Déu, com a principals motors del camí espiritual, en fer més èmfasi en alguns aspectes de l'Alcorà i les narracions profètiques.
També Al-Muhassibí (m. 857) desenvoluparà altres dels elements del sufisme importants: la vigilància dels actes i moviments de l'ànima humana en el seu famós Ar-riayya li-huquq Al·lah, La vigilància dels drets divins, que defineix els conceptes i els mètodes d'estats espirituals tan importants com la muhas o l'examen dels propis actes, pensaments i estat, o la muràqaba, l'atenció interior, que consisteix en la consciència de la vigilància divina sobre el servent.
A més d'aquestes figures destaca Sahl at-Tustarí (m 896), famós sufí iraquià que va marcar els desenvolupaments posteriors de l'hermenèutica sufí de l'Alcorà, i que va influir en autors posteriors, com l'escola salimiyya, el principal representant de la qual serà Abu-Tàlib al-Makkí (m. 998), autor de Qut al-qulub, L'aliment dels cors, un dels tractats sufís més antics, o el més famós dels sufís de les primeres generacions, Al-Junayd (m. 910).
Al-Junayd, junts amb altres sufís de l'anomenada escola de Bagdad -com Abu-Yazid al-Bistamí, Abu-Hassan an-Nurí i d'altres, són els que comencen a desenvolupar uns elements i un llenguatge tècnic diferenciat.
Coincidint, a més, amb el període de desenvolupament de la teologia especulativa en l'islam (kàlam) i els inicis de la filosofia islàmica, el sufisme comença el seu desenvolupament d'una teologia, cosmovisió i interpretació més diferenciada dels textos islàmics.
És el període en què el tawhid és definit des d'una perspectiva sufí, no sols com un concepte teològic sinó també com una estació o meta de realització espiritual (que pren com a exemple l'hadit que diu: «Quan el meu servent s'acosta a mi amb les pràctiques obligatòries i voluntàries... Jo sóc el sentit amb el que sent...»). És també el període de la incorporació de diferents pràctiques com la recitació de records (adhkar) específics, o de sessions d'audició espiritual.
És també el moment en què al Gran Khorasan (entre l'Iran i l'Afganistan) es desenvolupa un altre moviment sufí, que se sol remuntar a Abu-Yazid al-Bistamí (m. 875), en el qual es compensa la formalitat de l'escola de Bagdad, que incideix en la unicitat absoluta, que sobrepassa les classificacions, i que pretén reduir qualsevol manifestació d'alteritat (entre aquestes, l'ànima), al mínim. Això donarà lloc a un moviment dins del sufisme que es coneixerà com la malamiyya o malamatiyya, que insistirà en la realització interior d'aquesta unicitat sense que el seu exterior sigui percebut, o que se'ls consideri com a creients vulgars, sense que s'apreciï res en el seu exterior.
Posteriorment Al-Hujwirí o Ibn Arabí consideren que aquests són els més alts estadis de la jerarquia iniciàtica de l'islam.
Un altre autor influent en aquest període serà al-Hal·laj (més conegut per haver mort màrtir (vegeu les obres que va dedicar L. Massignon a aquest autor, al qual a més d'estudiar, l'aprecia, ja que per la seva «intermediació espiritual» es va salvar de la pena de mort a Síria). Els seus poemes i textos són coneguts per la seva efusió de l'amor diví i la unió amb l'estimat.
També és An-Niffarí (m. 965), que amb les sentències recollides en el Kitab al-mawàqif, Llibre de les parades, van influir notablement en molts autors, i que han definit al costat d'altres aforismes el vocabulari tècnic de l'islam.
Al-Hàkim at-Tirmidhí (m. 942) en molts aspectes serà un precursor de la majoria conceptes desenvolupats per Ibn Arabí, entre els quals destaquen el concepte de santedat (walaya), és cèlebre el seu famós Kitab khatm al-walaya, Llibre del segell de la santedat, els rangs de la santedat o les diferents relacions entre coneixement humà, diví i els òrgans que els perceben, que exposa en el seu Kitab bayan al-farq bayn al-qalb..., Llibre sobre la diferència entre el cor....

### El període formatiu i de desenvolupament literari
Amb As-Sarraj (m. 988) i el seu Kitab al-luma, un tractat de sufisme, s'obre una nova fase dins del desenvolupament del sufisme: es revisa el desenvolupament del sufisme en els dos segles anteriors, se sistematitza, s'investiga en les fonts els diferents ensenyaments, i es tracta d'harmonitzar les fractures produïdes pel període anterior, contextualitzant les paraules dels sufís en estat d'èxtasi, i proporcionant una base a aquestes visions i al·lusions. També intenta conciliar les aparents divergències que van sorgir entre realitat espiritual i llei religiosa, encara que aquesta tasca no es veurà completada fins a l'arribada d'Al-Ghazalí.
Un altre continuador d'aquesta línia serà Abd-ar-Rahman as-Sulamí (m. 1021), que realitza la síntesi de les diferents narracions sobre espiritualitat (l'ascetisme, la futuwa, la saviesa i la malamiyya), que encapçala genèricament com a sufisme, integrant-les dins d'una via que pretén assolir el model profètic; no s'ha d'oblidar que per a transmetre les paraules dels sufís utilitzarà les mateixes tècniques de narració que es fa amb els hadits profètics).
Dins d'aquesta mateixa tendència destaca Abu-Nuaym al-Isfahaní (m. 1038), que va recopilar la vida i exemple de nombrosos sufís en el seu Hílyat al-awliyà, Vida dels sants.
Un altre dels successors d'As-Sulamí va ser Al-Quxayrí (m. 1072), que constitueix un dels manuals de sufisme essencials, que es continua estudiant en l'actualitat, i que aporta les definicions tècniques del sufisme.
En aquest període, també es van escriure altres manuals, com el Kaxf al-mahjub, Revelació del velat, d'Al-Hujwirí (m. 1076), en què a més d'una completa història del sufisme, dels seus corrents en la seva època, de la vida dels primers mestres, també n'explica la terminologia i conceptes bàsics.
També a la zona del Khorasan es va establir Abd-Al·lah al-Ansarí, que va escriure les seves Manàzil al-sairín, Les estacions dels caminants, un manual en què es narren les diferents etapes del camí sufí.
Però potser la figura que hi marca un punt d'inflexió sigui Abu-Hàmid al-Ghazalí (m. 1111) i el seu germà Àhmad (m. 1126), gràcies als quals s'aconseguirà la reconciliació del sufisme i de la llei religiosa. La seva obra més monumental, la Revivificació de les ciències de l'islam, no és només una tractat de les diferents ciències islàmiques, és la legitimació del sufisme com a ciència islàmica i com a part característica del llegat profètic. És la «ciència de la profecia» pel que fa a les seves característiques interiors. Amb Al-Ghazalí, el sufisme comença la seva sistematització i la seva organització en corrents o branques, que rebran la denominació de khirqa, 'mantell', que simbolitza la transmissió d'una influència o model profètic.
Després d'Al-Ghazalí, té lloc el fenomen de la successiva organització al voltant de figures i mestres concrets. El primer període és el de la khirqa, en què la transmissió de la influència espiritual d'una determinada línia o successió es realitza per unes determinades línies de successió, que progressivament es van limitant a les més importants.

#### Iraq
Les diferents cadenes que es formen es fan al voltant de Junayd. Una de les més influents, i que ha sobreviscut com una tariqa és la que procedeix d'Abd-al-Qàdir al-Jilaní (m. 1166). Aquest gran sant musulmà, conegut com Al-Ghawz, 'l'intercessor diví', és un dels més prestigiosos mestres del sufisme oriental. A ell es remeten la major part de les cadenes iniciàtiques, i els seus ensenyaments, recollits pels seus deixebles, encara són estudiats avui dia.
Al voltant d'Àhmad ar-Rifaí es va organitzar una altra d'aquestes cadenes, que es va consolidar ràpidament i que és la primera «tariqa a formar-se». Es va estendre ràpidament per Orient Mitjà, i encara avui dia perviu.
Xihab-ad-Din as-Suhrawardí (m. 1234) va ser un dels mestres del segle xiii que més va assentar el sufisme, aportant metodologia i un equilibri entre llei i realitat. La seva Awàrif al-màrifa continua sent un manual plenament vigent. A més, va jugar un important paper polític en ajudar el califa abbàssida en l'enfortiment de la cavalleria espiritual o futuwa.

#### Àsia Central

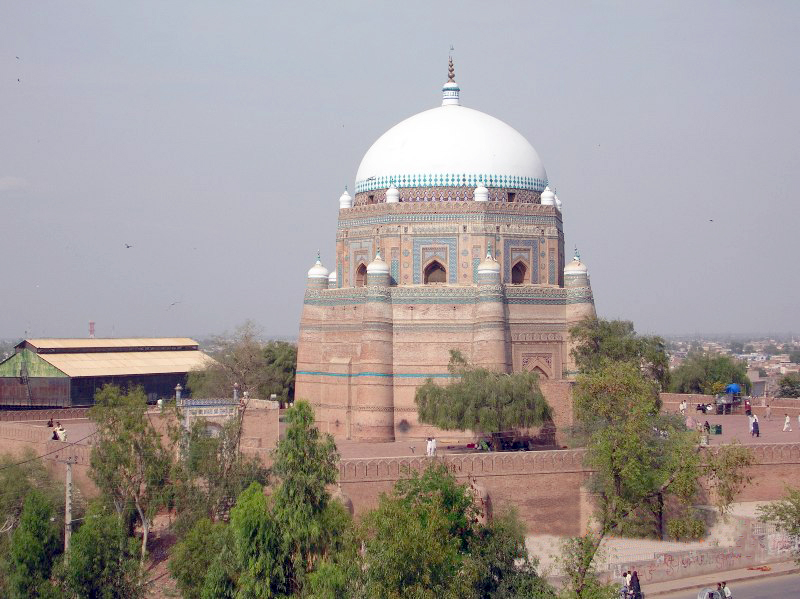
Mausoleu del sant sufí Xah Rukn-i-Alam, a Multen, Pakistan

A l'Àsia central, la majoria de les línies iniciàtiques es remeten a Abu-Yazid al-Bistamí. Entre aquests, hi va haver famosos mestres que van restaurar la via malamiyya, com Abu-Saïd ibn Abi-l-Khayr, Abd-al-Khàliq Ghujduwaní, que són els fonaments de l'orde naqxbandí. D'aquesta branca van sorgir alguns moviments, com els qalandarís, o algunes branques yasavís, molt influïdes per ritus budistes i fins i tot xamànics del Turquestan.
Una altra branca important és la kubrawiyya, que parteix de Najm-ad-Din Kubrà (m. 1221), sota la seva tutela es van il·luminar mestres com Baha-ad-Din Walad, pare de Rumi. Va desenvolupar la percepció de fenòmens suprasensibles, dels centres subtils del cos humà i la seva relació amb els colors.
El sufisme s'arrelaria amb molt d'èxit a la Transoxiana quan l'Imperi kara-khitai, d'origen mongol sinitzat, s'annexionà aquesta zona. S'ha atribuït aquesta adopció del sufisme a dues raons: d'una banda, el kara-khitai fou el primer imperi no musulmà a conquerir la Transoxiana des de la seva islamització, generant una possible sensació d'hostilitat. D'altra banda, el misticisme sufí, «amb components panteistes», és molt més compatible amb el substrat xamànic dels pobles d'origen nòmada estepari que ja s'havien integrat a la regió.

#### Índia
La khirqa principal prové de Muhyi-d-Din aix-Xistí (m. 1236). Al seu voltant, es van formar la majoria de les turuq del subcontinent indi.

#### Àndalus i Magrib
En aquesta regió, no havien aparegut ni els turuq ni les khirqa-s, encara que sí que existien models en què se seguia un mestre, encara que no hi havia un ritual iniciàtic. No hi havia una transmissió formal, i en poques ocasions s'anomenaven sufís. La majoria dels seguidors ho feien a títol individual.
Amb tot, és coneguda la presència de sants i de mestres notables a l'Àndalus i al Magrib des de temps molt reculats. Una de les primeres escoles que es creu que es van formar va ser al voltant d'Ibn al-Arif, un sufí d'Almeria mort el 1141. Els seus ensenyaments i deixebles es van estendre i van influir en nombrosos mestres.
El primer mestre amb una ressonància real com a nucli d'una sèrie de cadenes iniciàtiques és Abu-Màdyan de Cantillana (m 1198). Va tenir tant mestres occidentals com orientals, i el seu sufisme és «una síntesi del sufisme marroquí, andalusí i oriental». La seva influència va ser notable, tant en Ibn Arabí, com en els iniciadors de la xadhiliyya.
Amb l'emigració dels hispanoandalusins arriba a Orient una onada de mestres d'Occident. A Egipte, es va facilitar la confluència tant d'alumnes d'Abu-Màdyan com d'Ibn al-Arif. Però especialment d'entre aquests destaca la figura del gran mestre revivificador de l'islam (Muhyí-d-Din) Ibn Arabí (m. 1240). Aquest, encara que no va formar una tariqa, va deixar una empremta en el llenguatge, l'expressió i pensament del sufisme posterior en la seva obra, tant en els seus defensors com entre els seus detractors.
Altres sufís importants d'aquesta època van ser Ibn Sabín (m. 1270), nascut a la vall del Ricote, i un dels seus successors, Aix-Xuixtarí, famós poeta andalusí, les obres del qual han perdurat fins a l'actualitat en el cançoner popular magribí.

### Període modern o de lesturuq
Des de finals del segle xiii a principis del XIV, es van anar formant diversos focus iniciàtics, que eren una renovació de les diferents khirqa-s que s'havien originat en el segle anterior. A més, moltes se'n veien influenciades pels moviments demogràfics ocasionats tant per l'entrada dels mogols per Orient, com per l'empenta dels regnes cristians en al-Àndalus.

#### Egipte
Una de les zones on aquest desenvolupament va tenir més importància va ser Egipte, on les diferents khirqa-s van donar lloc a nombrosos mestres que van deixar la seva empremta inesborrable en forma de diverses turuq. Aquest és el cas d'Abu-l-Hàssan aix-Xadhilí (m. 1258), mestre fundador de l'orde xadhilí.
Pels seus successors, com Abu-l-Abbàs al-Mursí (m. 1287), d'origen andalusí, i sobretot d'Àhmad ibn Atà-Al·lah (m. 1309), s'establirà un prototip de turuq que ha arribat fins avui en dia.
Egipte també va donar lloc a altres turuq, entre aquestes l'hanafiyya i la wafaiyya (branques de la xadhiliyya), encara que també van aparèixer d'altres d'orígens diferents, com l'ahmadiyya (branca de la rifaïyya) o la burhaniyya o burhamiyya, que s'origina amb Burhan-ad-Din al-Dassuqí (m. 1288).

#### Turquia

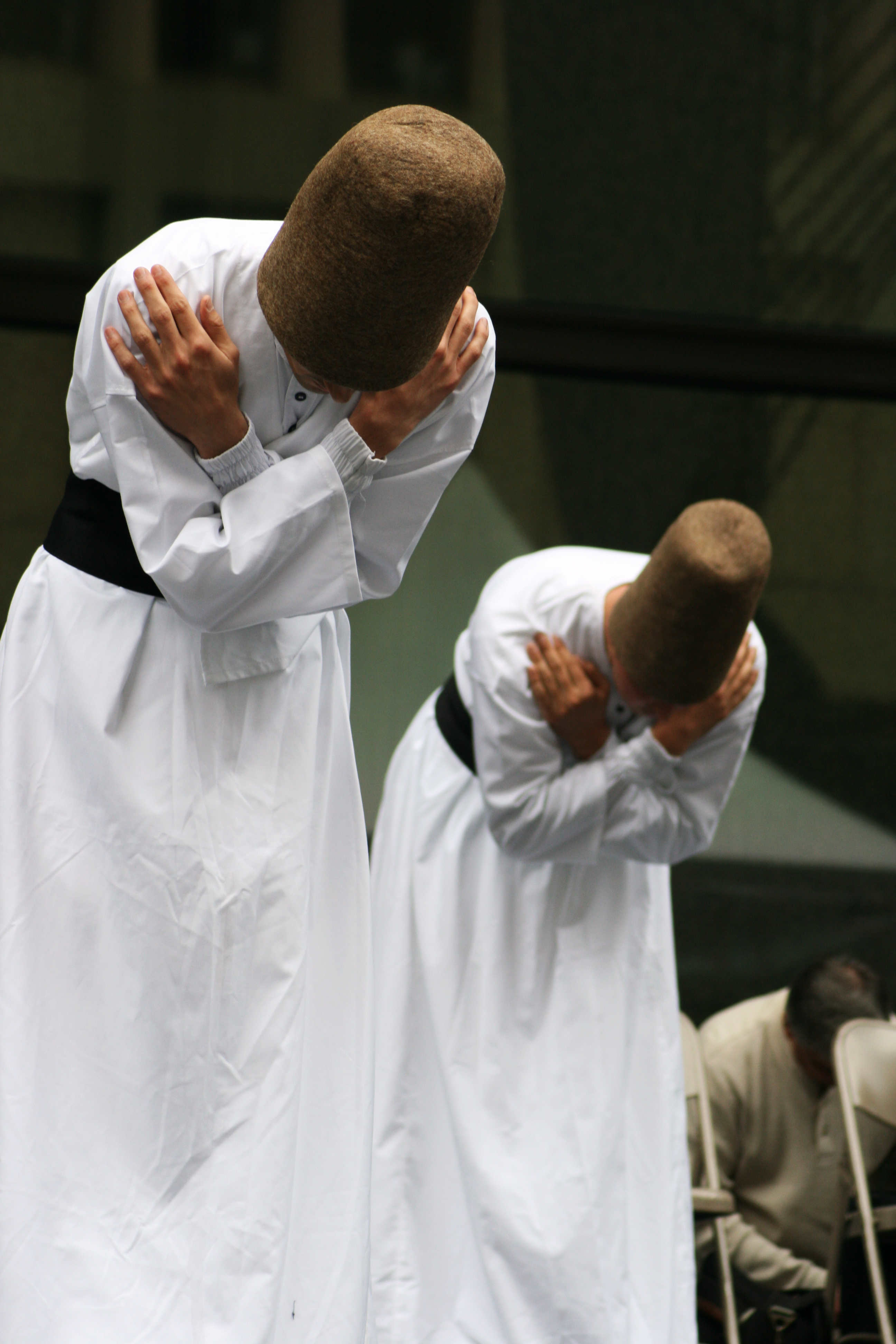
Dervixos turcs fent sema.

Potser el mestre que més transcendència hi ha tingut és Jalal-ad-Din Rumi (m. 1273).
La seva escola, coneguda per ser la dels dervixos giròvags (mevlevi), és ben coneguda a Occident, i els poemes de Rumi continuen suscitant gran interès.

#### Caucas
Al Caucas es van formar dues turuq principalment, la safawiyya i la khalwatiyya.

#### Khorasan
De la kubrawiyya van sorgir la simnaniyya i l'hamadaniyya. La simnaniyya parteix d'Alà-ad-Dawla al-Simnaní (m. 1336).
L'hamadaniya parteix d'Alí al-Hamdaní (m. 1385). Aquest orde persa va donar lloc a la nurbakhxiyya, una branca que es va estendre en l'àmbit xiïta a partir de Muhàmmad Nurbakhx (m. 1464), i que avui en dia està present en el món occidental.
Un altre dels ordes perses va ser el mimatullahiyya, que s'origina amb Xah Nimatul·lah Walí (m. 1431). Nascut a Alep, va ser un estudiós de les ciències islàmiques que va entrar en contacte amb diverses turuq, entre aquestes la qadiriyya i la xadhiliyya. Però sobretot la seva connexió va ser amb Abd-Al·lah al-Jafí (m. 1367). La seva gran influència en persa va ajudar al contacte entre les idees d'Ibn Arabi (de qui al-Yafi és transmissor) amb el pensament del xiisme gnòstic.
Una altra de les turuq del Khorasan va ser la naqxbandiyya, que rep el seu nom per Bahà-ad-Din Naqxband (m. 1389), encara que els fonaments i principis ja els va establir Abd-al-Khàliq Ghujduwaní (m. 1389)

#### Occident islàmic

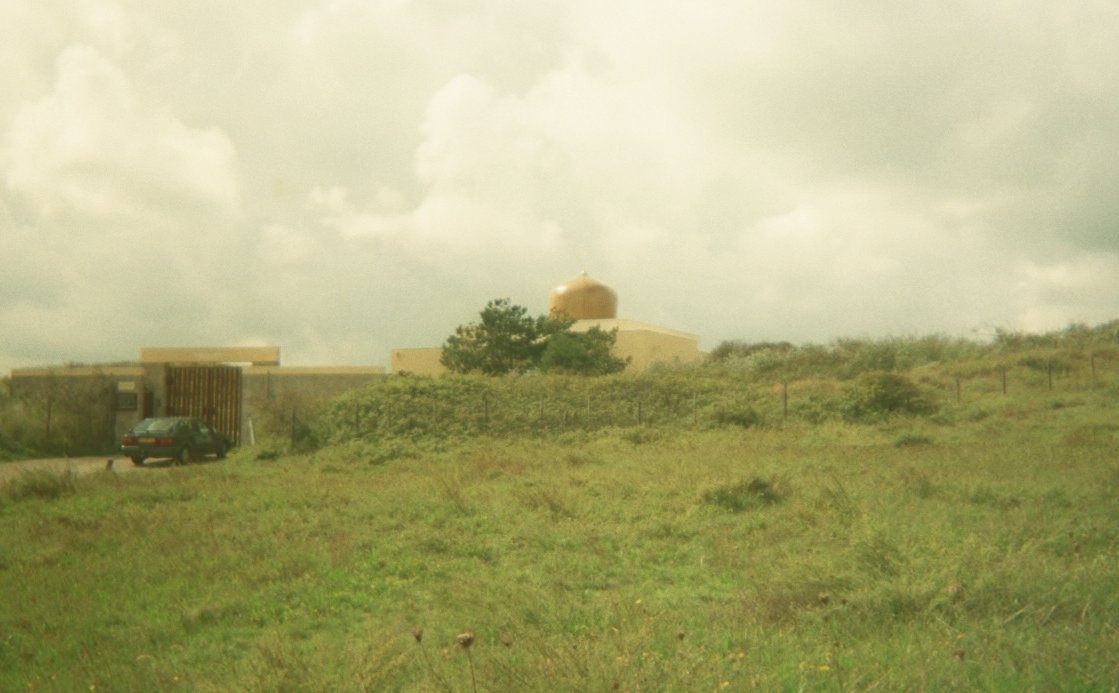
Temple sufí a Katwijk, Països Baixos

Les diferents branques de la madyaniyya es van estendre ràpidament pel Magrib, però es van col·lapsar amb la mateixa rapidesa. No obstant això, la influència dels morabits va continuar sent notable en les zones rurals. A les ciutats, es va desenvolupar un moviment, sense un lideratge clar, que corresponia a les influències de l'escola d'Abu-Màdyan i contenia elements dels principis de la xadhiliyya. Va ser Ibn Abbad ar-Rundí (m. 1390) qui estructurà aquests ensenyaments xadhilites amb el seu comentari a les hikam o sentències d'Ibn Atà-Al·lah.
És en el segle següent quan la xadhiliyya es va fer més patent i va començar a donar lloc a figures com Al-Jazulí (m. circa 1465), que estableix una unió entre la guia espiritual i el llinatge profètic (els xorfa). El seu moviment va ser una expansió generalitzada, en què la influència espiritual anava més enllà d'una relació entre mestre i deixeble, i establia una relació de cada deixeble amb una benedicció (baraka) d'origen profètic. El següent mestre important n'és Àhmad az-Zarruq (m. 1494), conegut per ser un dels impulsors del moviment ussulita.
Al Magrib van aparèixer també, posteriorment, turuq com la tijaniyya, que després s'han estès més àmpliament per l'Àfrica negra.